# Cenote

Egy cenote Yucatan államban

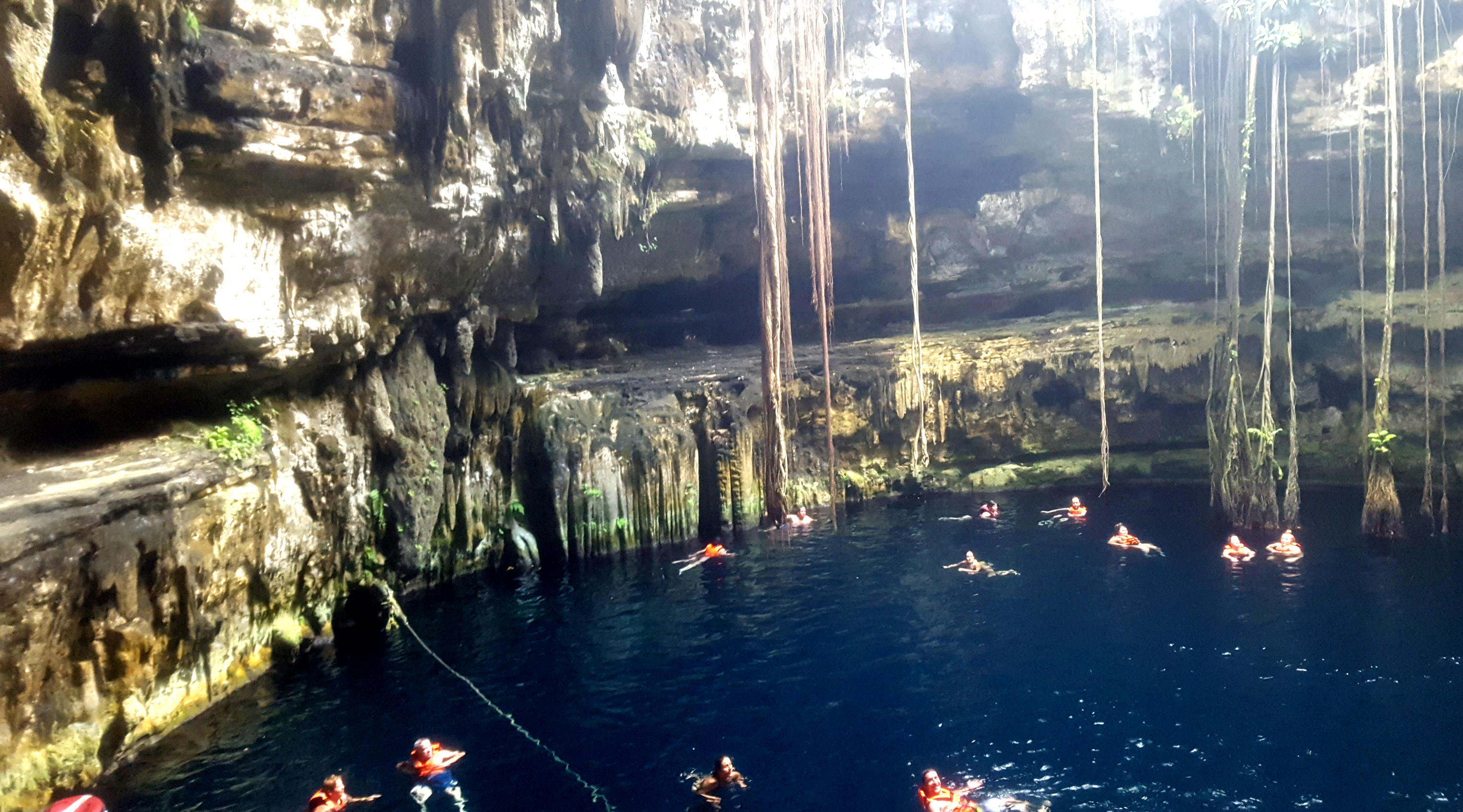
Egy cenote Valladolid közelében. A kép jobb oldalán a növények hosszan lelógó gyökerei.

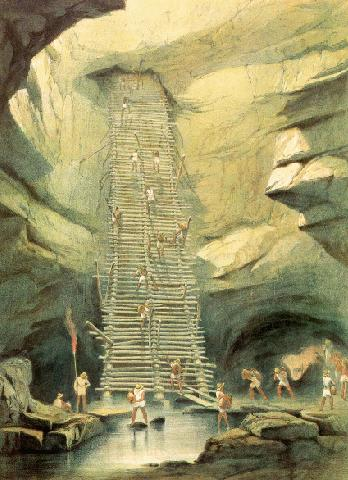
A Campeche-beli Bolonchén cenotéjéből nyerték az ivóvizet a helyiek (1842-ből származó ábrázolás)

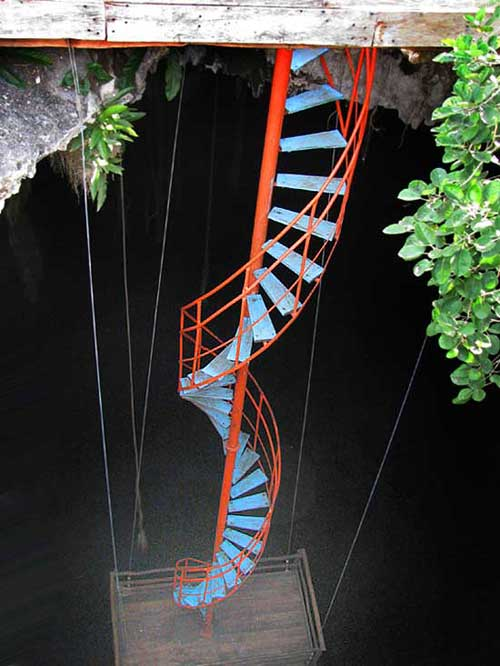
Csigalépcső vezet le a Yucatán állambeli Tecoh község egyik cenotéjébe

A cenote (kiejtése: szenote) természetes módon kialakult kútszerű karsztképződmény; dolina vagy zsomboly. Bár a Föld több pontján előfordul, de ezzel a névvel Mexikóban, azon belül is a Yucatán-félszigeten a leggyakoribb, és a legismertebb cenoték nagy része is itt található. A mészköves felszín beszakadásával keletkezik, átmérője és mélysége is néhány métertől akár száz méteres nagyságrendig terjedhet, alján rendszerint álló- vagy némely esetben folyóvíz található.

## Etimológia
Neve a maja nyelvű tz'onot szóból származik, jelentése: kút vagy szakadék.

## Leírás
A cenoték általában nagyjából kör alakú nyílással rendelkeznek, faluk nagyon meredek, sokszor függőleges. Az aljukon összegyűlő víz legtöbbször igen tiszta felszín alatti víz, ezért a cenoték közelében lakó emberek ősidők óta ezekből nyerték ivóvizüket. Számos kisebb cenote alján azonban nincs víz, és vannak olyanok is, melyekbe a felszínről érkező patakok vize zúdul le látványos vízesések formájában. A felszín alatt beszivárgó tengervíz miatt (akár 110 km-re is elér a szárazföld belsejében) a cenoték alján álló tavak vize nem teljesen édesvíz, igaz, a sűrűbb sós víz az aljára ülepedik le.
A Yucatán-félszigeten 7000 és 8000 közé tehető a cenoték száma, a pontos meghatározást igen nehezítik a Campeche és Quintana Roo államokat borító sűrű erdők. A félszigeten belül is főként az északi részre, Yucatán államra koncentrálódnak.

## Kialakulás és pusztulás
A múltban keletkezett cenoték lassan bár, de folyamatosan pusztulnak, és ma is keletkeznek újak. A mészkövet a föld alatti vizek a levegő szén-dioxidjának segítségével kalcium-hidrogén-karbonát formájában lassan feloldják, így hatalmas üregek képződnek a felszín alatt. Cenote képződésekor első lépésben egy ilyen függőleges barlang teteje beomlik, például azért, mert a jégkorszakok idején a tenger szintje lecsökken, ezért a víz kiszivárog az üregből, ezáltal megszűnik a tartóerő. Később ez a lyuk tágul, amíg el nem éri a teljesen függőleges falú alakot. A felszín pusztulásának következtében aztán lassan a pereme tovább omlik, ezáltal egyre inkább lejtőssé válnak falai, alján pedig meggyűlik a kőtörmelék. A végső stádiumban, amikor a cenotéből már csak egy V keresztmetszetű mélyedés marad, már az is előfordulhat, hogy a vizet teljesen elfedik a felhalmozódó kőzetdarabok.

## Típusai
Többféle típusa létezik: felül nyílt, félig nyílt és föld alatti vagy barlangi.
Koruk szerint két főbb típusa van: a fiatal és az idős. A fiatal cenoték még nem pusztultak le annyira, hogy a leomló kőzetdarabok elzárják a lent folyó felszín alatti víz útját, az idősebbek már igen. Emiatt az öreg cenotékben a víz cserélődése igen lassú, így élőlények is megjelennek benne, felgyülemlik benne a szerves anyag és sajnos esetenként, ha vannak, a szennyezőanyagok is. A megtelepedő élőlények mennyisége függ a nyílás méretétől is, hiszen a kisebb nyíláson kevesebb fény áramlik be, mely a növények számára hátrányos.

## Nevezetes cenoték
A legtöbb cenote a Yucatán-félszigeten található. A legismertebbek azok, melyek valamely maja romváros közelében vannak, ilyen például Yucatán államban Chichén Itzában a Cenote Sagrado (azaz Szent Cenote vagy Áldozat Kútja) és innen nem messze az Ik Kil, vagy a Dzibilchaltúnnál levő cenote. Tulum község területén pedig több földalatti barlangrendszer húzódik, melyek helyenkénti beszakadása szintén cenoték létrejöttét okozta: ilyen rendszerek a Sistema Sac Actun és a Sistema Dos Ojos. Campeche államban pedig Bolonchén közelében a Xtacunbilcunan nevű barlang cenotéje a leghíresebb.
Néhány cenote található Mexikó északabbi vidékein is, például Tamaulipas államban a több mint 300 méter mély Zacatón, vagy Új-Leónban a Cumbres de Monterrey Nemzeti Park területén is találhatunk egyet, a 80 méternél is mélyebb Pozo del Gavilánt.